# Saint-Mathurin
Saint-Mathurin és un municipi francès situat al departament de Vendée i a la regió de País del Loira. L'any 2007 tenia 1.676 habitants.

## Demografia

### Població
El 2007 la població de fet de Saint-Mathurin era de 1.676 persones. Hi havia 664 famílies de les quals 136 eren unipersonals (62 homes vivint sols i 74 dones vivint soles), 260 parelles sense fills, 233 parelles amb fills i 35 famílies monoparentals amb fills.
La població ha evolucionat segons el següent gràfic:
Habitants censats

### Habitatges
El 2007 hi havia 766 habitatges, 670 eren l'habitatge principal de la família, 52 eren segones residències i 44 estaven desocupats. 757 eren cases i 8 eren apartaments. Dels 670 habitatges principals, 526 estaven ocupats pels seus propietaris, 140 estaven llogats i ocupats pels llogaters i 4 estaven cedits a títol gratuït; 1 tenia una cambra, 26 en tenien dues, 94 en tenien tres, 220 en tenien quatre i 329 en tenien cinc o més. 573 habitatges disposaven pel capbaix d'una plaça de pàrquing. A 272 habitatges hi havia un automòbil i a 364 n'hi havia dos o més.

### Piràmide de població
La piràmide de població per edats i sexe el 2009 era:
| Homes | Edats   | Dones |
| ----- | ------- | ----- |
| 0     | 95 o +  | 0     |
| 0     | 90 a 94 | 0     |
| 8     | 85 a 89 | 4     |
| 8     | 80 a 84 | 4     |
| 20    | 75 a 79 | 16    |
| 44    | 70 a 74 | 44    |
| 16    | 65 a 69 | 56    |
| 32    | 60 a 64 | 40    |
| 28    | 55 a 59 | 28    |
| 64    | 50 a 54 | 40    |
| 40    | 45 a 49 | 48    |
| 40    | 40 a 44 | 52    |
| 60    | 35 a 39 | 32    |
| 40    | 30 a 34 | 52    |
| 36    | 25 a 29 | 28    |
| 28    | 20 a 24 | 20    |
| 60    | 15 a 19 | 36    |
| 64    | 10 a 14 | 44    |
| 28    | 5 a 9   | 36    |
| 28    | 0 a 4   | 28    |

## Economia
El 2007 la població en edat de treballar era de 1.041 persones, 808 eren actives i 233 eren inactives. De les 808 persones actives 754 estaven ocupades (397 homes i 357 dones) i 55 estaven aturades (15 homes i 40 dones). De les 233 persones inactives 117 estaven jubilades, 52 estaven estudiant i 64 estaven classificades com a «altres inactius».

### Ingressos
El 2009 a Saint-Mathurin hi havia 741 unitats fiscals que integraven 1.881,5 persones, la mediana anual d'ingressos fiscals per persona era de 16.847 €.

### Activitats econòmiques
Dels 58 establiments que hi havia el 2007, 1 era d'una empresa alimentària, 1 d'una empresa de fabricació d'altres productes industrials, 18 d'empreses de construcció, 12 d'empreses de comerç i reparació d'automòbils, 5 d'empreses d'hostatgeria i restauració, 4 d'empreses d'informació i comunicació, 3 d'empreses financeres, 2 d'empreses immobiliàries, 7 d'empreses de serveis, 2 d'entitats de l'administració pública i 3 d'empreses classificades com a «altres activitats de serveis».
Dels 22 establiments de servei als particulars que hi havia el 2009, 1 era un taller de reparació d'automòbils i de material agrícola, 3 paletes, 6 guixaires pintors, 4 fusteries, 2 lampisteries, 2 electricistes, 2 perruqueries, 1 restaurant i 1 agència immobiliària.
Dels 3 establiments comercials que hi havia el 2009, 1 era una botiga de menys de 120 m², 1 una fleca i 1 un drogueria.
L'any 2000 a Saint-Mathurin hi havia 20 explotacions agrícoles.

## Equipaments sanitaris i escolars
El 2009 hi havia 2 escoles elementals.

## Poblacions més properes
El següent diagrama mostra les poblacions més properes.